# Simira goudotii
Simira goudotii är en måreväxtart som först beskrevs av Henri Ernest Baillon, och fick sitt nu gällande namn av Julian Alfred Steyermark. Simira goudotii ingår i släktet Simira och familjen måreväxter.
Artens utbredningsområde är Colombia. Inga underarter finns listade i Catalogue of Life.